# Шильма
Шильма — река в России, протекает по Марий Эл. Устье реки находится в 37 км по левому берегу Малого Кундыша. Длина реки составляет 12 км, площадь водосборного бассейна 81,9 км².

## Течение
Река вытекает из небольшого озера Шильма на высоте 117 м, расположенного в лесном массиве в 34 км к юго-востоку от центра Йошкар-Олы. Показанное на ряде карт русло реки выше озера — сухое. Река течёт на юго-запад по ненаселённому лесному массиву, протекает по территории Советского, Звениговского и Медведевского районов. В среднем течении течёт по территории Суслонгерского лесничества. Впадает в Малый Кундыш в 5 км к юго-востоку от посёлка Сурок. Высота устья — 89,0 м над уровнем моря.

## Данные водного реестра
По данным государственного водного реестра России относится к Верхневолжскому бассейновому округу, водохозяйственный участок реки — Волга от Чебоксарского гидроузла до города Казань, без рек Свияга и Цивиль, речной подбассейн реки — Волга от впадения Оки до Куйбышевского водохранилища (без бассейна Суры). Речной бассейн реки — (Верхняя) Волга до Куйбышевского водохранилища (без бассейна Оки).
Код объекта в государственном водном реестре — 08010400712112100001364.